# Castell de Sant Llorenç de la Salanca
El Castell de Sant Llorenç de la Salanca era un castell medieval d'estil romànic del segle xii situat en el punt més alt de la vila de Sant Llorenç de la Salanca, a la comarca del Rosselló (Catalunya Nord).
El castell és documentat des del 1192, quan Ramon de Sant Llorenç concedeix dret d'alberg en els seus castells de Sant Hipòlit i de Sant Llorenç, i el 1193 dona tots dos castells al rei Alfons el Cast. Tanmateix, Pere el Catòlic els retornà a la seva vídua. Els únics vestigis que n'han quedat són el nom del carrer on es trobava, i l'aparença exterior dels edificis actualment existents en aquell lloc.